# 楊三知
楊三知（？—1674年），字知斯，一字筠伯，直隸順天府良鄉縣人，清朝初年政治人物。

## 生平
順治二年（1645年）舉乙酉科順天鄉試，順治三年（1646年）聯捷丙戌科進士，官山西榆次縣知县，升任兵部主事，兵部郎中，历任四川松龙道、上东道，陕西神木道。顺治五年，曾在榆次募乡勇抗击姜瓖，有政绩。三藩之乱时，在神木城抗击叛军，城破被捕，不屈而死。赠光禄寺少卿。

## 延伸阅读
[在维基数据编辑]
 《清史稿·卷488》，出自趙爾巽《清史稿》